# Adam Christian Thebesius
Adam Christian Thebesius (Tschisteym, Szilézia, 1686. január 12. – Hirschberg, 1732. november 10.) német anatómus.
Jénában, Lipcsében és Leidenben tanult orvostudományt, 1708-ban a Leideni Egyetemen doktorált. A következő évben orvosi rendelőt nyitott Hirschbergben (ma Jelenia Góra), és 1715-től kezdve Hirschbergben városi orvosként (Stadtphysikus), valamint a közeli Warmbrunn (ma Cieplice Śląskie-Zdrój) gyógyfürdőjének orvosi tanácsadójaként tevékenykedett.
Thebesius a koszorúér-keringésről szóló tanulmányairól ismert. De circulo sangunis in corde (azaz, A vér keringéséről a szívben) című 1708-as diplomamunkájában leírta az apró szívvénás mellékvénákat, amelyek közvetlenül a szívkamrákba vezetnek. Ezeket a vénákat ma "Thebesius-vénáknak" vagy venae cordis minimae-nek nevezik, és a lefolyási útvonalat "Thebesius-rendszernek" nevezik. Két másik anatómiai struktúra, amely az ő nevét tartalmazza:
- Thebesius-féle vénás nyílások: Raymond Vieussens (1635-1715) után foramina venarum minimarum vagy Vieussens-féle nyílások néven is ismert. Ezek a struktúrák a Thebesius-vénák nyílásai.
- Thebesius-billentyű: latinul valvula sinus coronarii

1713-ban a Leopoldina Német Természettudományos Akadémia tagjává választották.

## Fordítás
Ez a szócikk részben vagy egészben  az   Adam Christian Thebesius című angol Wikipédia-szócikk ezen változatának fordításán alapul.  Az eredeti cikk szerkesztőit annak laptörténete sorolja fel. Ez a jelzés csupán a megfogalmazás eredetét és a szerzői jogokat jelzi, nem szolgál a cikkben szereplő információk forrásmegjelöléseként.